# 陈文运
陈文运（1880年—？）男，河南光州人，1904年，日本陆军士官学校中国留学生第三期步科毕业，1911年任陆军第三镇第六协统领。1912年任民国骑兵第一旅旅长。1918年任中国参战军军官教导团团长，后升任参战军第三师师长。1925年任段祺瑞执政府训练总监部副监。

## 荣誉

### 中华民国勋章奖章
- 一等文虎章（1919年10月15日批准[1]）